# Packard Modell G
Der Packard Modell G ist das einzige Zweizylindermodell des US-amerikanischen Automobilherstellers Ohio Automobile Company mit Sitz in Warren (Ohio). Eigentümer waren die Brüder James Ward Packard und William Doud Packard sowie der Investor George Lewis Weiss. Die Firma wurde im Oktober 1902 in Packard Motor Car Company umbenannt und produzierte ab 1904 in Detroit (Michigan).
Das Modell G war aus früheren Einzylindermodellen weiter entwickelt, deren letztes, das Modell F, parallel dazu weitergebaut wurde.

## Fahrwerk
Das Ganzstahl-Fahrgestell des Modells G war neu und mit einem Radstand von 2311 mm (91 Zoll) etwas länger als die Vorgängertypen. Die Spurweite betrug 1422 mm (56 Zoll), 12,7 mm (0,5 Zoll) weniger als jene des Modell F. Das Fahrzeug hatte Rechtslenkung und gehörte zu den ersten mit einem Lenkrad anstelle des damals verbreiteten Lenkhebels („Kuhschwanz“). Die Federung bestand aus Halbelliptikfedern vorn und Vollelliptikfedern hinten; an der Vorderachse hatte Packard vorher Vollelliptikfedern verwendet. Die Hinterachse war zusätzlich an Längslenkern geführt.
Charakteristisch für das Modell G sind riesige, weit abstehende Radnabenabdeckungen aus Bronze. Diese ergaben sich, weil die Lenkungskonstruktion aus Platzgründen von außen angebrachte Kugellager erforderten.
Wie damals üblich, gab es keine getrennten Naben mit Flansch, sondern die Räder mit je 14 Holzspeichen („Artillerierad“) liefen direkt auf den Achslagern. Es wurden Luftreifen der Dimension 36 × 4,5 verwendet. Zum Reifenwechsel mussten der Radkranz von den Speichen gelöst und der neue Reifen vor Ort aufgezogen werden; eine mühselige Arbeit, die vor Ort durch das Mitführen von Ersatz-Felgenkränzen mit bereits aufgezogenen Reifen etwas erleichtert werden konnte. Das Fahrzeug hatte zwei Betriebsbremsen. Eine wurde mittels eines außen liegenden Handhebels betätigt und wirkte auf das Getriebe. Die andere wurde mit einem Pedal betätigt und wirkte auf das Differential.

## Motor
Der wassergekühlte Viertaktmotor war eine Konstruktion aus zwei gegenüberliegend angeordneten Einzelzylindern vom Modell F (12 H.P.) mit einem gemeinsamen Block und einer gemeinsamen Kurbelwelle. Bohrung und Hub jedes Zylinders betrugen 152,4 × 165,1 mm (6 × 6½ Zoll), was einem Hubraum pro Zylinder von 3015 cm³ (184 c.i.) entspricht und für das zweizylindrige Modell G 6030 cm³ (368 c.i.) ergibt. Die Leistung betrug 24 H.P. nach damaliger Norm. Die Zylinderköpfe ließen sich nicht abnehmen; Zylinderkopf und Zylinder waren aus einem Guss. Jeder Zylinder hatte seinen eigenen Vergaser des Herstellers Longuemar. Die Zündverstellung wurde manuell vorgenommen. Der mit dem Modell F eingeführte Wasserkühler an der Fahrzeugfront wurde in vergrößerter Form übernommen. Der dahinter liegende Stauraum erweckte den Anschein einer Motorhaube und enthielt auch die Batterie für die Zündung. Es gab zwei Wassertanks mit je ca. 4 Gallonen (ca. 18 Liter) unter dem Vordersitz. Das Fahrzeug hatte zwei miteinander verbundene Benzintanks; der eine war vorn im Stauraum untergebracht, der andere zuhinterst im Heck.

## Antrieb
Der Motor befand sich, wie bei allen Packard der Anfangszeit, unter dem Fahrersitz. Es war so angeordnet, dass die Kurbelwelle parallel zu den Achsen lag; die Zylinder waren (in Fahrtrichtung) links und das Schwungrad rechts der Mitte angeordnet. Zum Anlassen gab es eine Kurbel, die seitlich aus dem Motorraum ragte. Das Drehmoment wurde über eine Reibkupplung und ein Getriebe mit drei Vorwärts- und einem Rückwärtsgang auf eine Kette übertragen. Sie lief längs mittig zwischen zwei Kettenrädern, deren hinteres mit dem Differential verbunden war.

## Karosserie und Ausstattung
Erhältlich waren zwei Karosserievarianten: Ein Surrey für vier Personen in zwei Sitzreihen zur Fahrtrichtung und ohne Türen sowie ein Tonneau für acht Personen. Vorn gab es zwei einzeln befestigte Sitze und ein geneigtes Fußbrett, hinten waren zwei Bänke parallel angebracht. Der Zugang zu den hinteren Plätzen erfolgte über eine Hecktüre. Die Aufbauten waren aus Holz und wurden wahrscheinlich, ebenso wie bei früheren Packard-Modellen, von einem ortsansässigen Kutschenbauer angefertigt. Die Kotflügel bestanden aus Aluminium. Der Kunde scheint bei der Lackierung freie Hand gehabt zu haben. Die Polsterung bestand aus erstklassigem Leder. Die Grundausstattung umfasste ferner zwei Öllampen von Dietz, ein „Speed-O-Meter“ (Tacho) und Anzeigen für Benzin- und Ölstand. Letztere waren am jeweiligen Tank angebracht. Das Gewicht lag zwischen 900 und 1.000 kg. Über den Preis ist nichts bekannt, doch dürfte dieser 3.000 USD überschritten haben: Ein Modell F kostete bereits zwischen 2.250 USD (Roadster) und 2.500 USD (Tonneau) und das Modell G war deutlich komplexer.

## Würdigung
Das Modell G, die letzte Packard-Konstruktionen mit weniger als vier Zylindern und einem Motor in der Wagenmitte, war der End- und Höhepunkt dieser Entwicklung, obwohl das Modell F noch ein Jahr länger gebaut wurde. Nur vier Exemplare wurden gebaut, was den Schluss nahelegt, dass es vor allem dem Austesten der technischen Möglichkeiten diente. Vom Modell F wurden allein im Jahr 1902 179 Stück gebaut. Das Modell G war auch die letzte Entwicklung unter Chefingenieur und Vizepräsident Wiliam A. Hatcher, der die Unternehmung am 17. Januar 1903 verließ. Ein Exemplar existiert noch in einer Privatsammlung, ein rot lackiertes Surrey mit festem Dach mit der Motornummer 242 oder 243 (es gab noch keine Fahrgestellnummern).
Ein Modell G Surrey wurde von William Rockefeller, dem jüngeren Bruder von John D. Rockefeller, erworben.
Für 1903 stellte die Firma, außer dem omnipräsenten Modell F, das völlig neue Modell K mit Vierzylindermotoren vor.